# Xots
Xots   (Marganell, 1952) o Xots Clapers és el pseudònim de Jordi Clapers Pladevall és un dibuixant català. Va iniciar-se professionalment en el món del còmic dibuixant Camús per la revista Cavall Fort. Actualment es dedica al món de la il·lustració. i de la infografia.